# 金沢シャッターガール
『金沢シャッターガール』（かなざわシャッターガール）は、桐木憲一による日本の漫画。2015年に写真雑誌『SHUTTER magazine』に読み切り作品として掲載後、同年『本当にあった愉快な話』（竹書房）にて、2015年12月号（2015年10月30日発売）から連載された。コミックスは全1巻。舞台を石川県金沢市とし、北陸新幹線の開業で移り行く金沢を舞台に、写真好きな女子高生の目を通じて描くと共に、主人公の心の成長を描く作品。
2017年に寺内康太郎を監督として実写映画が製作され、2018年に公開された。

## 主な登場人物
使用カメラの説明は、コミックス巻末の人物紹介に依る。
夏目 花菜（なつめ かな）
主人公。16歳。父親を亡くし、カメラ屋を営んでいた祖父、母と暮らす。
使用しているカメラはSONYのα7にマウントアダプターを取り付けてライカエルマー50mm F3.5を装着して使用している。
ユーリ
ドイツ人。母親は金沢出身の日本人であり、幼いころに別れている。
ハッセルブラッド500C/Mを使用。
糸井 つむぎ（いとい つむぎ）
16歳。写真コンテストの大きな賞を受賞する。
フィルム式一眼レフのニコンF2を使用している。
灰田 裕子（はいだ ゆうこ）
16歳。コンパクトカメラを手に自分の世界観に沿った街の風景写真を撮っている。エピローグで写真コンテストの賞を受賞したことが語られる。
使用するカメラは、シグマdp2 Quattro
| ソニーα7（レンズはライカではない） | ハッセルブラッド 500C/M | ニコンF2 | シグマ dp2 Quattro |

## 書誌情報
コミックスはバンブーコミックス（竹書房）から全1巻。
- 桐木憲一『金沢シャッターガール』竹書房、2018年1月11日。ISBN 978-4-8019-6154-8。

## 映画版
桐木はフィルム式カメラを携えた女子高生を主人公にした『東京シャッターガール』を執筆しており、2013年には実写映画化もされている。この関連で、金沢市で写真撮影会、写真教室が開催された（なお、後に映画に出演する高畠菜那、河島汐里が参加していた）。金沢をアピールしたいという要望があつまり、監督の寺内に声がかかることとなった。映画の企画が立ち上がった際に、漫画原作は2、3話くらいしか発表されていなかった。また原作では最初からドイツ人カメラマンが登場しており、金沢の良さを客観的な目線で描いていた。寺内は地元目線でのストーリー展開、観光情報ではない地元発信ということで、原作には沿わないオリジナルストーリーで映画化されることとなった。
本作の撮影は全て石川県内で行われている。
キャストは「13歳から23歳で高校生に見える男女」として公募が行われ、金沢市の現役高校生を中心としている。
主人公・花菜の使用するカメラは、漫画では上述のようにソニーα7だが、映画版ではニコン Dfとなっている。

### キャスト
- 夏目花菜：のえる
- 鈴木琴子：高畠菜那
- 西翔子：四谷奈々可
- 北原楓：髙井晴菜
- ミギー（本名、ミギデラ）：浜田彩加
- なべっち：河島汐里

### スタッフ
- 監督：寺内康太郎
- 原作：桐木憲一
- 脚本：佐上佳嗣、寺内康太郎
- 撮影 : 木下智央、福田陽平
- 音楽：Gen
- エグゼクティブ・プロデューサー：中村伸一
- プロデューサー：地崎昌和、今井乃梨子